# Battista Farina
Giovanni Battista "Pinin" Farina, senare Battista Pininfarina, född 2 november 1893 i Turin i Italien, 
död 3 april 1966, var en italiensk racerförare, bilformgivare och karosstillverkare. Han var farbror till formel 1-världsmästaren Nino Farina. 
Battista Farina växte upp som tionde och näst sista barnet i syskonskara. Han började som tolvåring arbeta i sin bror Giovannis verkstad Stabilimenti Farina, där de byggde bilkarosser. Här väcktes hans intresse för bilar och formgivning. Under 1920-talet var han en av de djärvaste racerförarna i Europa med rader av storsegrar.
22 maj 1930 grundade han företaget Carrozzeria Pininfarina där han inledde tillverkning av specialbyggda karosser till Alfa Romeo, Fiat, Cisitalia, Bentley, Rolls-Royce, Lancia och många andra europeiska bilfabriker. Under andra världskrigets slutskede bidrog Farina i de allierades krigsansträngningar genom att producera 100 karosser dagligen till italienska armébilar.